# Elza Soares
Pour les articles homonymes, voir Soares.
Elza da Conceição Soares est une chanteuse brésilienne de samba née le 23 juin 1930 et morte le 20 janvier 2022 à Rio de Janeiro. 
Elle a été sacrée « chanteuse du millénaire » par la BBC en 1999. 

## Biographie

Elza Soares jeune (date indéterminée).

Elza Soares naît en 1930 dans une favela de Rio de Janeiro, au sein d'une famille pauvre. Son père n'ayant pas les moyens de pourvoir à son éducation, il la marie à l'âge de 12 ans. Mère à 13 ans, veuve vers 20 ans, elle est contrainte de récolter les restes du réfectoire de la caserne voisine pour nourrir ses enfants, puis travaille dans une fabrique de savon jusqu'à ce qu'elle gagne le premier prix dans un radio-crochet, en 1953. Elle devient la protégée de Louis Armstrong dans les années 1950 qui veut l'emmener chanter aux États-Unis à ses côtés.  En 1960, son interprétation de Se Acaso Você Chegasse de Lupicínio Rodrigues devient un succès, et fait d'elle une des reines de la samba brésilienne. Elle connaît la gloire mais aussi une véritable traversée du désert au début des années 1980, cumulant drames personnels, échecs artistiques, usage à répétition de la chirurgie esthétique jusqu'à ce que Caetano Veloso enregistre avec elle, et lui fasse chanter Lingua à la télévision. 
Elle s'est intéressée aux nouvelles tendances musicales, y compris, par exemple, le rap ou musique électronique,. Ses capacités vocales hors du commun (trois octaves et demi) et son sens inné du rythme en ont fait la chanteuse la plus titrée du Brésil. Elle a chanté l'hymne du Brésil a cappella au stade du Maracanã devant 80 000 personnes au cours de la cérémonie d'ouverture des jeux panaméricains en juillet 2007.  
Elle a été mariée avec le footballeur Garrincha, le couple a un fils.
Elle a sorti bien des albums, entre 35 et 40 albums en studio, sur près de soixante-dix ans de carrière artistique. L'album sorti en 2018 est intitulé Deus é mulher (Dieu est une femme). Elle y aborde des thèmes tels que la condition de la femme,. Elle a été qualifiée de plus grande chanteuse du dernier millénaire par la BBC en 1999. Elle sort en 2019 Planeta Fome.

## Discographie (sélection)
- Se Acaso Você Chegasse (Odeon 1960)
- A Bossa Negra (Odeon 1961 / Universal 2003)
- Com A Bola Branca (Odeon 1966)
- Elza Carnaval & Samba (Odeon 1969 / EMI 2003)
- Elza Pede Passagem (Odeon 1972 / EMI 2004)
- Do Cóccix Até O Pescoço (Maianga / Tratore 2002)
- Vivo Feliz (Tratore 2004)
- Beba-me  (Biscoito Fino) 2007. CD + DVD
- A Mulher do Fim do Mundo (Circus 2015)
- Deus é mulher (Deckdisc 2018)
- Planeta Fome (2019)